# Criticité auto-organisée

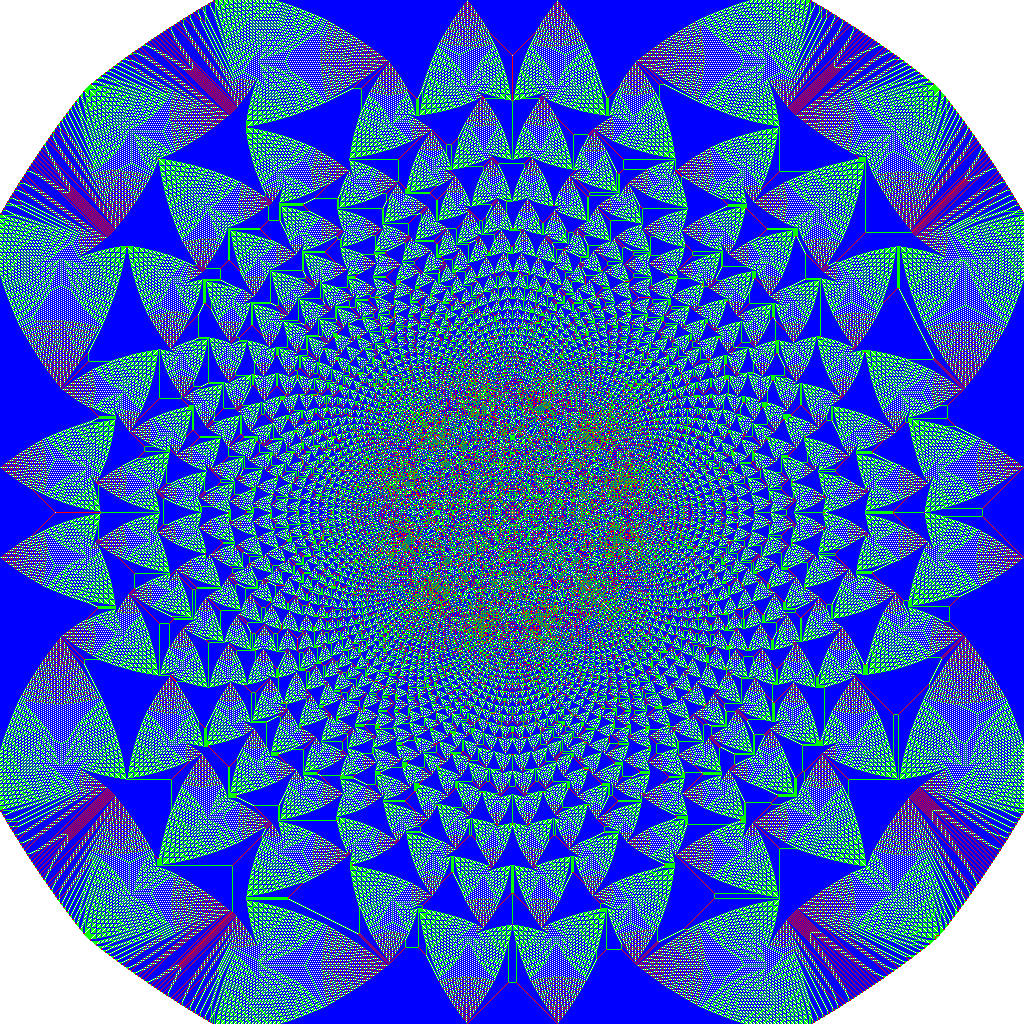
Une image 2D du tas de sable de Bak-Tang-Wiesenfeld, le modèle original de la criticité auto-organisée.

La criticité auto-organisée est une propriété des systèmes dynamiques qui ont un point critique comme attracteur. Leur comportement macroscopique présente alors l'invariance d'échelle spatiale ou temporelle d'un point critique d'une transition de phase, mais sans la nécessité de calibrer les paramètres de contrôle sur une valeur précise, car le système se calibre lui-même en évoluant vers la criticité.
Le concept a été mis en avant par Per Bak, Chao Tang et Kurt Wiesenfeld dans un article publié en 1987 dans Physical Review Letters. La criticité auto-organisée est considérée comme l'un des mécanismes par lesquels la complexité émerge dans la nature. Elle a été appliquée dans des domaines très divers comme, entre autres, la géophysique, la cosmologie, la gravité quantique, la physique solaire, la physique des plasmas, la biologie de l'évolution, la neurobiologie,,,, l'écologie, l'informatique inspirée de la biologie, l'optimisation mathématique, l'économie, ou encore la sociologie.
La criticité auto-organisée est typiquement observée dans des systèmes hors équilibre avec de nombreux degrés de liberté et des dynamiques fortement non-linéaires. De nombreux exemples individuels ont été identifiés, mais il n'y a jusqu'à présent aucun ensemble connu de caractéristiques qui puisse garantir qu'un système présentera de la criticité auto-organisée.

## Généralités
La criticité auto-organisée est une des découvertes importantes du XXe siècle en physique statistique s'intéressant à la complexité dans la nature. Par exemple, les études portant sur les automates cellulaires, depuis les découvertes de Stanislaw Ulam et John von Neumann jusqu'au jeu de la vie de John Horton Conway et le travail de Stephen Wolfram, ont mis en évidence le fait que la complexité pouvait être générée comme une propriété émergente de systèmes étendus avec des interactions locales simples. Les travaux de Benoît Mandelbrot sur les fractales ont aussi montré qu'une part importante de la complexité trouvée dans la nature pouvait être décrite par des lois mathématiques. Entre les années 1960 et 1970, les études poussées sur les transitions de phase ont montré comment les phénomènes d'invariance d'échelle tels que les fractales ou les lois de puissance émergent au niveau du point critique entre les phases.
Le terme criticité auto-organisée a été d'abord introduit par Per Bak, Chao Tang et Kurt Wiesenfeld dans un article publié en 1987, et liait clairement ces facteurs. Un automate cellulaire simple produisait plusieurs traits caractéristiques observés dans la complexité naturelle (géométrie fractale, bruit rose et lois de puissance) de telle manière que cela pouvait être relié au phénomène de point critique. De manière cruciale, l'article montrait que la complexité observée émergeait de manière robuste qui ne dépendait pas de l'ajustement précis des détails du système. Les paramètres variables du modèle pouvaient être radicalement changés sans que cela n'affecte l'émergence de comportements critiques. Ainsi, le point clé de l'article portait sur la découverte d'un mécanisme par lequel l'émergence de la complexité à partir d'intéractions locales simples pouvait être spontanée (et non pas uniquement possible en situations artificielles avec des paramètres ajustés précisément à des valeurs spécifiques), et ainsi une source plausible de la complexité observée dans la nature.
Malgré l'intérêt considérable et les résultats de recherches générés par l'hypothèse de la criticité auto-organisée, il n'existe pas de consensus concernant ses mécanismes sous forme mathématique abstraite.

## Criticité auto-organisée dans la nature
La criticité auto-organisée pourrait expliquer les phénomènes suivants :
- La magnitude des tremblements de terre (loi de Gutenberg-Richter et la fréquence des répliques (loi d'Omori)[8],[3]
- L'évolution des protéines[9],[10]
- Les feux de forêt
- Les avalanches neuronales dans le cortex[6],[11]
- Les émissions acoustiques de matériaux se fracturant[12]

Malgré les applications nombreuses de la criticité auto-organisée pour la compréhension des phénomènes naturels, l'universalité de la théorie a été mise en question, et la question de savoir si elle est une propriété fondamentale des systèmes neuronaux reste ouverte et controversée.